# Замфіра
Замфіра (рум. Zamfira) — село у повіті Прахова в Румунії. Входить до складу комуни Ліпенешть.
Село розташоване на відстані 70 км на північ від Бухареста, 14 км на північ від Плоєшті, 72 км на південний схід від Брашова.

## Населення
За даними перепису населення 2002 року у селі проживали 673 особи, усі — румуни. Усі жителі села рідною мовою назвали румунську.